# Pittore di Euphiletos
Pittore di Euphiletos (fl. 530 a.C. / 520 a.C.) è il nome convenzionale assegnato ad un ceramografo attico attivo ad Atene la cui produzione, qualitativamente diseguale, è confinata alla tecnica delle figure nere.

## Attività
Fu il primo tra gli artigiani del Ceramico a specializzarsi nella decorazione delle anfore panatenaiche, le quali avevano raggiunto a questa data una decorazione standard. Ci sono giunti tredici esemplari di anfore panatenaiche decorate dal Pittore di Euphiletos e tra queste si trova il vaso da cui è stato tratto il suo nome: si tratta dell'anfora conservata al British Museum dove il giovane di nome Euphiletos si trova acclamato (Eύφίλητος καλός) in un'iscrizione, insolita su un vaso che è un premio ufficiale in un contesto atletico, che circonda la ruota dipinta come emblema sullo scudo di Atena.
Tra le opere del Pittore di Euphiletos si trovano, oltre alle anfore premio, un gran numero di anfore a collo distinto e due pinakes. Le due hydriai firmate dal ceramista Pamphaios (British Museum B300 e Cabinet des médailles 254) che coniugano estrema precisione e vivacità di effetti coloristici, sono tra i suoi lavori migliori e tra i lavori migliori dell'ultimo periodo dello stile a figure nere.